# Sanierungsrecht
Das Sanierungsrecht im Städtebau ist Bestandteil des besonderen Städtebaurechts im Baugesetzbuch ( BauGB) und findet zeitlich begrenzte Anwendung in bestimmten Stadtgebieten zur Behebung schwerwiegenderer städtebaulicher Missstände (Sanierung). Voraussetzung ist ein hohes öffentliche Interesse und das planmäßige Vorgehen aller Beteiligten unter der Gesamtverantwortung der Gemeinde. 
Alle von der Sanierung Betroffenen müssen rechtzeitig informiert und in das Verfahren einbezogen werden.
Nach Sanierungsrecht gehören zu den Aufgaben der Stadt:
- Die Vorbereitung der Stadtsanierung (nach § 140, § 141 BauGB),
- die Durchführung der Ordnungsmaßnahmen (nach § 147 BauGB),
- die Errichtung und Änderung von Gemeinbedarfs- und Folgeeinrichtungen und
- die Durchführung sonstiger Baumaßnahmen.

Den Eigentümern bleibt die Durchführung von Baumaßnahmen (nach § 148 Abs. 1 BauGB) überlassen. Hierzu gehören
- die Modernisierung und Instandsetzung von Gebäuden,
- die Neubebauung oder Ersatzbebauung und
- die Verlagerung oder Änderung von Betrieben.

Das Sanierungsgebiet muss durch Satzung festgelegt werden, mit der Folge, dass alle Vorhaben (auch Veräußerungen) im Sinne des Baugesetzbuches genehmigungspflichtig werden (sanierungsrechtliche Genehmigung) und die Betroffenen zur umfassenden Auskunft verpflichtet sind. Des Weiteren können für die Wertsteigerungen Ausgleichsbeträge erhoben werden. Miet- und Pachtverhältnisse können amtlicherseits aufgehoben werden.
Mit Eintreten der Rechtskraft der Sanierungssatzung ist nach § 143 Abs. 2 BauGB auf dem Grundbuchblatt der betroffenen Grundstücke ein Sanierungsvermerk einzutragen.